# Илия Маринов (художник)
Вижте пояснителната страница за други личности с името Илия Маринов.
Илия Енев Маринов (1899-1973) е известен пловдивски художник.

## Биография
Роден е в град Свищов през 1899 г. Баща му е собственик на фабрика за рибни консерви. Учил е в Свищовската търговска гимназия, където се запознава с Владимир Димитров – Майстора, който по това време учителствува в Свищов. Младият Илия е насърчен от Майстора да отиде в София и да следва в Държавното рисувално училище „Николай Павлович“. Учението му продължава от 1920 до 1928 г.
През 1928 г. е директор на етнографския музей в София. В същата година се жени за Теофана Мардалова, с която имат две деца – Петър и Савка. Негов внук е архитектът, музикант и художник Енил Енчев.
Основател е на Пловдивския и Кърджалийския учителски институт. Ръководител е и на известния по онова време художествен курс „Репин“ от 1957 до 1963 г. Сега негови картини се намират в Свищовската галерия.
Умира през 1973 г.